# Orkanen Dolly
Orkanen Dolly var den andra orkanen och den fjärde namngivna stormen i den Atlantiska orkansäsongen 2008. Orkanen Dolly bildades den 20 juli och in över land två gånger. Det första över Yucatánhalvön tidigt den 21 juli som en tropisk storm och den andra över allra sydligaste Texas den 23 juli då som en kategori 2-orkan.

## Stormhistoria

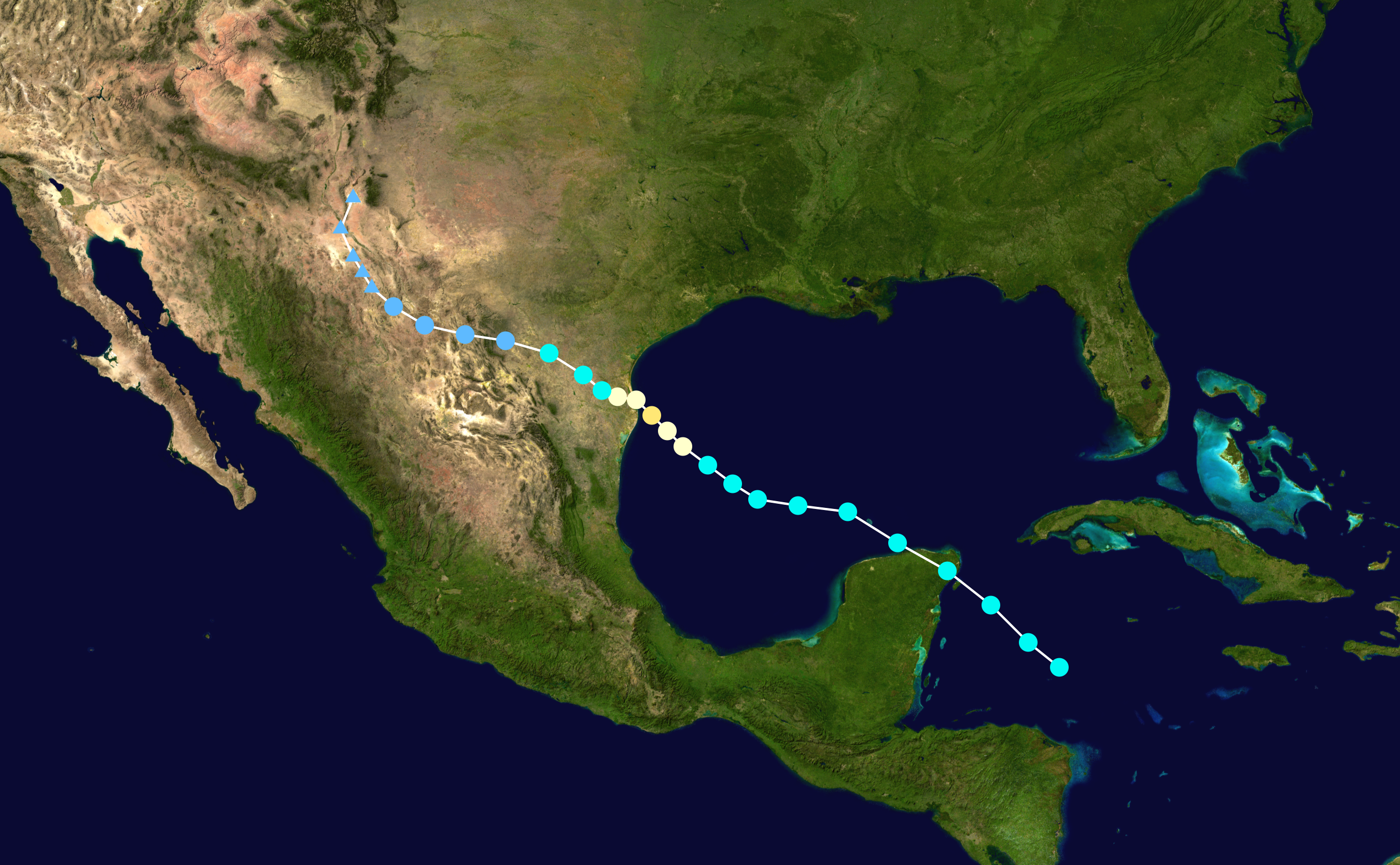
Dollys bana

Den tropiska stormen Dolly bildades ur en kraftig tropisk våg som passerat genom Karibiska havet under veckan. Den gick in över land tidigt den 21 juli vid Cancún, Mexiko och kom till Mexikanska golfen senare under dagen. 
Den 22 juli blev Dolly säsongens andra orkan. Den ökade stadigt i styrka och nådde kategori 2-styrka tidigt den 23 juli. Senare under dagen gick den över land vid South Padre Island i Texas med vindhastigheter på 155 km/h och ett lufttryck på 964 mbar. Stormen avmattades över norra Mexico den 25 juli.

## Skador

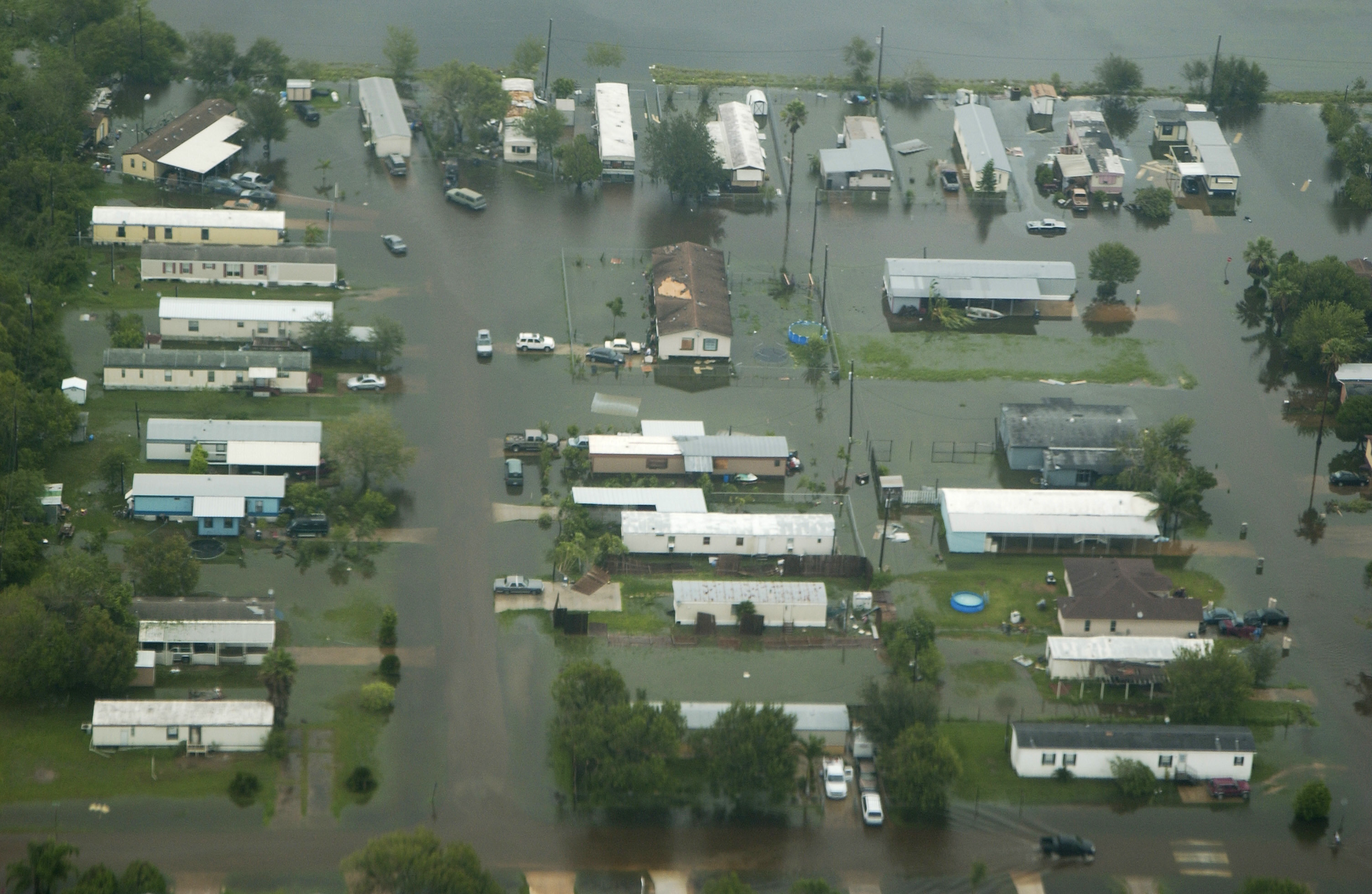
Översvämningar i södra Texas

Jordskred orsakade av kraftigt regn orsakade 17 dödsfall i Guatemala.
Ytterligare 5 stycken dog när den gick in över land för andra gången, vilket gör att sammanlagt 22 stycken dog av Dolly. Dolly orsakade mindre översvämningar i södra Texas. Efter att Dolly degraderats till en tropisk storm så skapade den minst två tromber som orsakade mindre skador i området runt San Antonio. 
Trots att Dolly inte orsakade några dödsfall i Texas blev det den orkan som orsakat mest skada sedan Orkanen Rita 2005, med 1,2 miljarder dollar (~7,2 miljarder kr) i skada, och den tredje mest kostsamma i Texas historia, bakom Orkanen Alicia 1983 och Rita.